# Завођење Џоа Тајнана
Завођење Џоа Тајнана (енгл. The Seduction of Joe Tynan) је америчка политичка драма из 1979. коју је режирао Џери Шацберг.

## Главне улоге
| Глумац        | Улога          |
| ------------- | -------------- |
| Алан Олда     | Џо Тајнан      |
| Барбара Харис | Ели Тајнан     |
| Мерил Стрип   | Карен Трејнор  |
| Рип Торн      | Сенатор Китнер |
| Бланш Бејкер  | Џенет          |